# Редес, Родней
Родней Иван Редес Касерес (исп. Rodney Iván Redes Cáceres; род. 22 февраля 2000, Ла-Кольмена, Парагвай) — парагвайский футболист, вингер клуба «Олимпия».

## Карьера
Редес — воспитанник столичного клуба «Гуарани». 7 апреля 2018 года в матче против столичного «3 февраля» он дебютировал в парагвайской Примере. 6 июня в поединке против «Серро Портеньо» Родней забил свой первый гол за «Гуарани». 11 ноября в матче против «3 февраля» он сделал хет-трик. В том же году Родней завоевал Кубок Парагвая.
6 июля 2020 года Редес перешёл в будущий клуб MLS «Остин», начинающий выступления в сезоне 2021, став первым игроком в его истории. По сведениям ESPN сумма трансфера составила $2,75 млн. Для получения игровой практики он на правах аренды остался в «Гуарани». 17 апреля 2021 года он сыграл в дебютном матче «Остина» в MLS, в котором техасский клуб встретился с «Лос-Анджелесом». В январе 2022 года Редес получил грин-карту и в MLS перестал считаться иностранным игроком. 10 мая 2023 года в матче Открытого кубка США против «Нью-Мексико Юнайтед» он забил свой первый гол за «Остин». 12 июля в матче против «Ванкувер Уайткэпс» он забил свой первый гол в MLS. По окончании сезона 2023 «Остин» отклонил опцию продления контракта с Редесем.
13 января 2024 года Редес подписал трёхлетний контракт с клубом «Олимпия».

## Достижения
Клубные
 «Гуарани»
- Обладатель Кубка Парагвая — 2018